# 153. ženijní prapor Olomouc

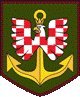
Znak 153. ženijního praporu

153. ženijní prapor Olomouc byl založen k 1. říjnu 2008 a je v podřízenosti 15. ženijního pluku Velitelství pozemních sil. Útvar je dislokován v okrajové části města Olomouc, na místě zrušeného 156. záchranného praporu.